# 卡宾达共和国

争取卡宾达飞地解放阵线旗帜

卡宾达共和国国旗

卡宾达共和国（伊賓達語：Kilansi kia Kabinda）是存在于1975年的一个未受国际普遍承认国家。其成立数月后，卡宾达被安哥拉占领至今。现存流亡政府。

## 地理
卡宾达是位于中部非洲西部的地区，面积7,283平方公里，2006年估计人口264,584，分居于四个市：
- 伯利兹（17,693）
- 布科藻（40,019）
- 卡宾达市（185,924）
- 卡孔戈（20,948）

西濒大西洋，北临刚果共和国，东、南接刚果民主共和国。刚果民主共和国领土沿刚果河北岸将其与安哥拉本土分隔。超过20000名卡宾达人住在刚果民主共和国洛馬米省和刚果共和国的难民营裡。

## 背景
卡宾达共和国对自治的要求可追溯到作为葡萄牙保护地，即葡属刚果时期。这个保护地自1883年9月19日起就有独立于葡属西非的历史和法律地位。在1885年的《西木拉布科条约》（Treaty of Simulambuco）和柏林会议中，卡宾达和安哥拉被分开对待。其历史上年代最最近的前政权是铁器时代的恩哥约王国（N'goyo），自愿并入葡萄牙帝国作为免遭敌对的邻国侵袭的手段。
此后卡宾达经历了多次在葡萄牙帝国框架内地位的变化，在相对自治和与殖民地安哥拉整合间摇摆。

## 与安哥拉关系
20世纪的1960年代安哥拉独立运动期间，卡宾达与安哥拉之间的关系开始变得复杂。1963年5月，非洲统一组织将卡宾达列为第39个待非殖民地化地区，安哥拉为第35个。推进卡宾达独立的组织争取卡宾达飞地解放阵线在扎伊尔首都金沙萨建立卡宾达流亡政府，1975年8月1日宣布独立，但葡萄牙和其他阵营均未承认。
安哥拉人民解放运动的军队在1975年11月11日经由剛果共和國的黑角进入卡宾达，并将其并入安哥拉本土。规定了安哥拉从葡萄牙独立期限的阿尔沃协议（Acordo do Alvor）称“安哥拉是一个不可分割的统一体，在这一环境下，卡宾达是安哥拉完整、不可分割的一部分。”然而，尽管这一协议由三个争取独立的势力（安哥拉人民解放运动、安哥拉民族解放阵线和争取安哥拉彻底独立全国联盟）签署，卡宾达和争取卡宾达飞地解放阵线的代表均未签署。

## 流亡政府
争取卡宾达飞地解放阵线在恩齐塔·提亚戈（N'Zita Henriques Tiago）的领导下拥有一个流亡政府，发行了有宣示意义的护照、身份证和邮票。